# ATC代码 (D08)
ATC代码D08（消毒灭菌药）是解剖学治疗学及化学分类系统的一个药物分组，这是由世界卫生组织药物统计方法整合中心所制定的药品及其它医用产品的官方分类系统。分组D08是D皮肤病的一部分。
兽用代码（ATCvet码）可以在人用ATC代码前加Q字母：QD08等。没有相应人用ATC代码的ATCvet在以下列表中通过前置Q字母表示。
国家ATC分类可能包括列表中没有的其它分类，列表为世界卫生组织（WHO）版本。

## D08A 消毒灭菌药（Antiseptics and disinfectants）

### D08AA吖啶衍生物（Acridine derivatives）
D08AA01 乳酸依沙吖啶（Ethacridine lactate）
D08AA02 氨基吖啶（Aminoacridine）
D08AA03 吖啶黄（Euflavine）
QD08AA99 吖啶类衍生物，复方（Acridine derivatives, combinations）

### D08AC双胍类和脒类（Biguanides and amidines）
D08AC01 双溴丙脒（Dibrompropamidine）
D08AC02 氯己定（Chlorhexidine）
D08AC03 普罗帕脒（Propamidine）
D08AC04 己脒定（Hexamidine）
D08AC05 聚己缩胍（Polihexanide）
D08AC52 氯己定，复方（Chlorhexidine, combinations）
QD08AC54 己脒定，复方（Hexamidine, combinations）

### D08AE苯酚及其衍生物（Phenol and derivatives）
D08AE01 六氯酚（Hexachlorophene）
D08AE02 聚甲酚磺醛（Policresulen）
D08AE03 苯酚（Phenol）
D08AE04 三氯生（Triclosan）
D08AE05 氯二甲酚（Chloroxylenol）
D08AE06 联苯酚（Biphenylol）
QD08AE99 石炭酸及派生物（Phenol and derivatives, combinations）

### D08AF硝基呋喃衍生物（Nitrofuran derivatives）
D08AF01 呋喃西林（Nitrofural）

### D08AG碘制剂（Iodine products）
D08AG01 辛苯氧基聚乙二醇醚-碘（Iodine/octylphenoxypolyglycolether）
D08AG02 聚维酮碘（Povidone-iodine）
D08AG03 碘（Iodine）
D08AG04 二碘羟基丙烷（Diiodohydroxypropane）
QD08AG53 碘，复方（Iodine, combinations）

### D08AH喹啉衍生物（Quinoline derivatives）
D08AH01 地喹铵（Dequalinium）
D08AH02 氯喹那多（Chlorquinaldol）
D08AH03 羟喹啉（Oxyquinoline）
D08AH30 氯碘羟喹（Clioquinol）

### D08AJ 季铵盐类化合物（Quaternary ammonium compounds）
D08AJ01 苯扎铵（Benzalkonium）
D08AJ02 西曲铵（Cetrimonium）
D08AJ03 西吡铵（Cetylpyridinium）
D08AJ04 西曲胺（Cetrimide）
D08AJ05 苯佐氯铵（Benzoxonium chloride）
D08AJ06 二癸二甲氯铵（Didecyldimethylammonium chloride）
D08AJ08 奥替尼啶，复方（Benzethonium chloride）
D08AJ57 苄索氯铵，复方（Octenidine, combinations）
D08AJ58 多地溴铵，复方（Benzethonium chloride, combinations）
D08AJ59 苄索氯铵，复方（Dodeclonium bromide, combinations）

### D08AK汞制剂类（Mercurial products）
D08AK01 氯化氨基汞（Mercuric amidochloride）
D08AK02 硼酸苯汞（Phenylmercuric borate）
D08AK03 氯化汞（Mercuric chloride）
D08AK04 汞溴红（Mercurochrome）
D08AK05 金属汞（Mercury, metallic）
D08AK06 硫柳汞（Thiomersal）
D08AK30 碘化汞（Mercuric iodide）
QD08AK52 硼酸苯汞，复方（Phenylmercuric borate, combinations）

### D08AL银化合物类（Silver compounds）
D08AL01 硝酸银（Silver nitrate）
D08AL30 金属银（Silver）

### D08AX 其它消毒灭菌药（Other antiseptics and disinfectants）
D08AX01 过氧化氢（Hydrogen peroxide）
D08AX02 曙红（Eosin）
D08AX03 丙醇（Propanol）
D08AX04 氯胺T钠（Tosylchloramide sodium）
D08AX05 异丙醇（Isopropanol）
D08AX06 高锰酸钾（Potassium permanganate）
D08AX07 次氯酸钠（Sodium hypochlorite）
D08AX08 乙醇（Ethanol）
D08AX53 丙醇，复方（Propanol, combinations）